# فرودگاه دنیزلی کاردیک
فرودگاه دنیزلی کاردیک (به انگلیسی: Denizli Çardak Airport) یک فرودگاه همگانی و نظامی با کد یاتا DNZ است که یک باند فرود آسفالت دارد و طول باند آن ۳۰۰۰ متر است. این فرودگاه در کشور ترکیه قرار دارد و در ارتفاع ۸۵۲ متری از سطح دریا واقع شده‌است.

## شرکت‌های هواپیمایی و مقصدهای پروازی
| شرکت‌های هواپیمایی                  | مقصدهای پروازی       |
| ---------------------------------- | -------------------- |
| پگاسوس ایرلاینز                    | صبیحه گوکچن          |
| ترکیش ایرلاینز                     | آتاترک               |
| ترکیش ایرلاینز اجرا توسط آنادولوجت | اسن‌بوغا، صبیحه گوکچن |